# Mode masculine

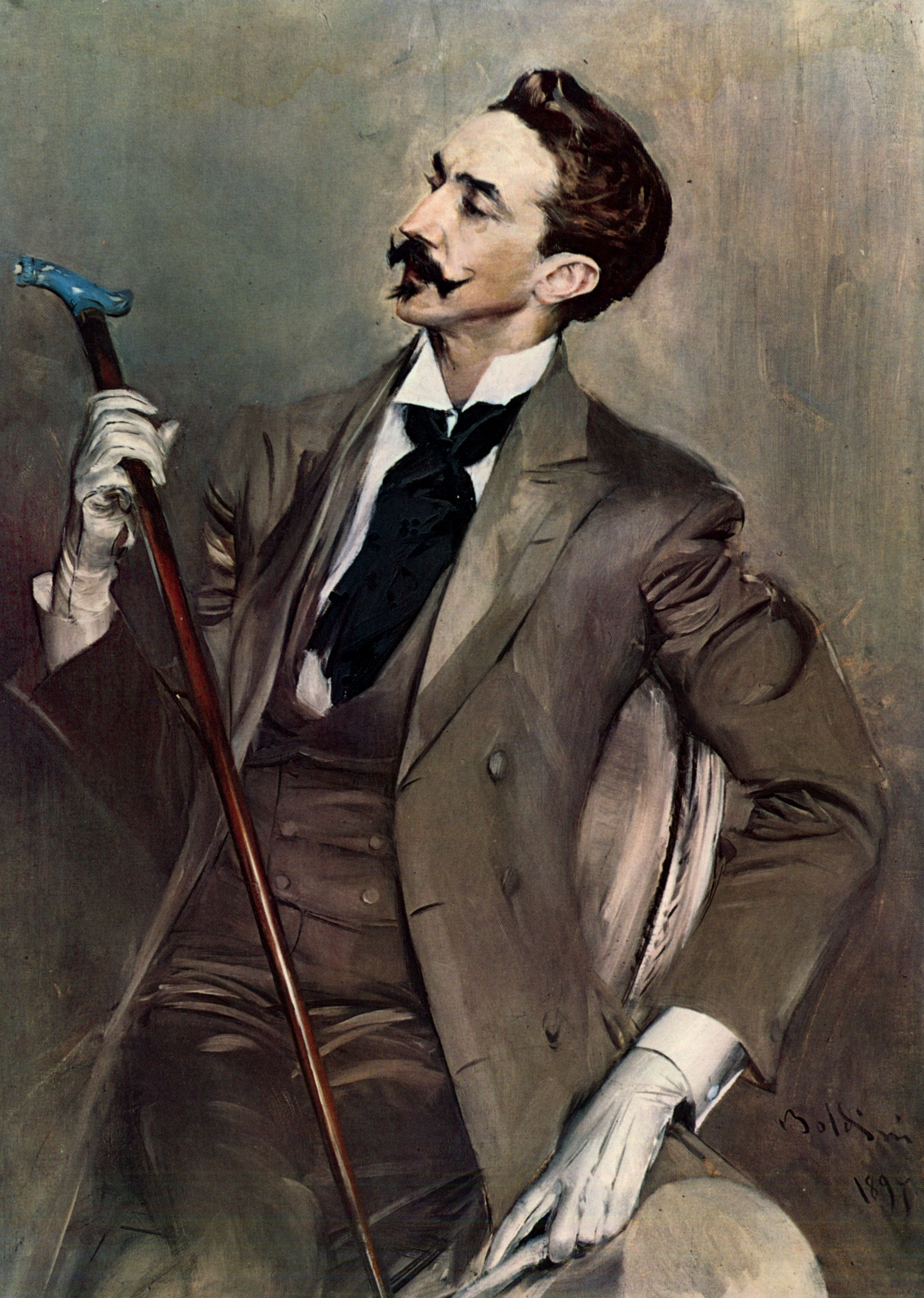
L'élégant Robert de
Montesquiou, dandy et poète.

La mode masculine, plus précisément la mode vestimentaire, désigne la manière de se vêtir des hommes, conformément au goût d’une époque dans une région donnée. C’est un phénomène impliquant le collectif via la société, le regard qu’elle renvoie, les codes qu’elle impose et le goût individuel.

## La mode masculine
La mode concerne non seulement le vêtement mais aussi les accessoires, le maquillage, le parfum et même les modifications corporelles.

### La mode

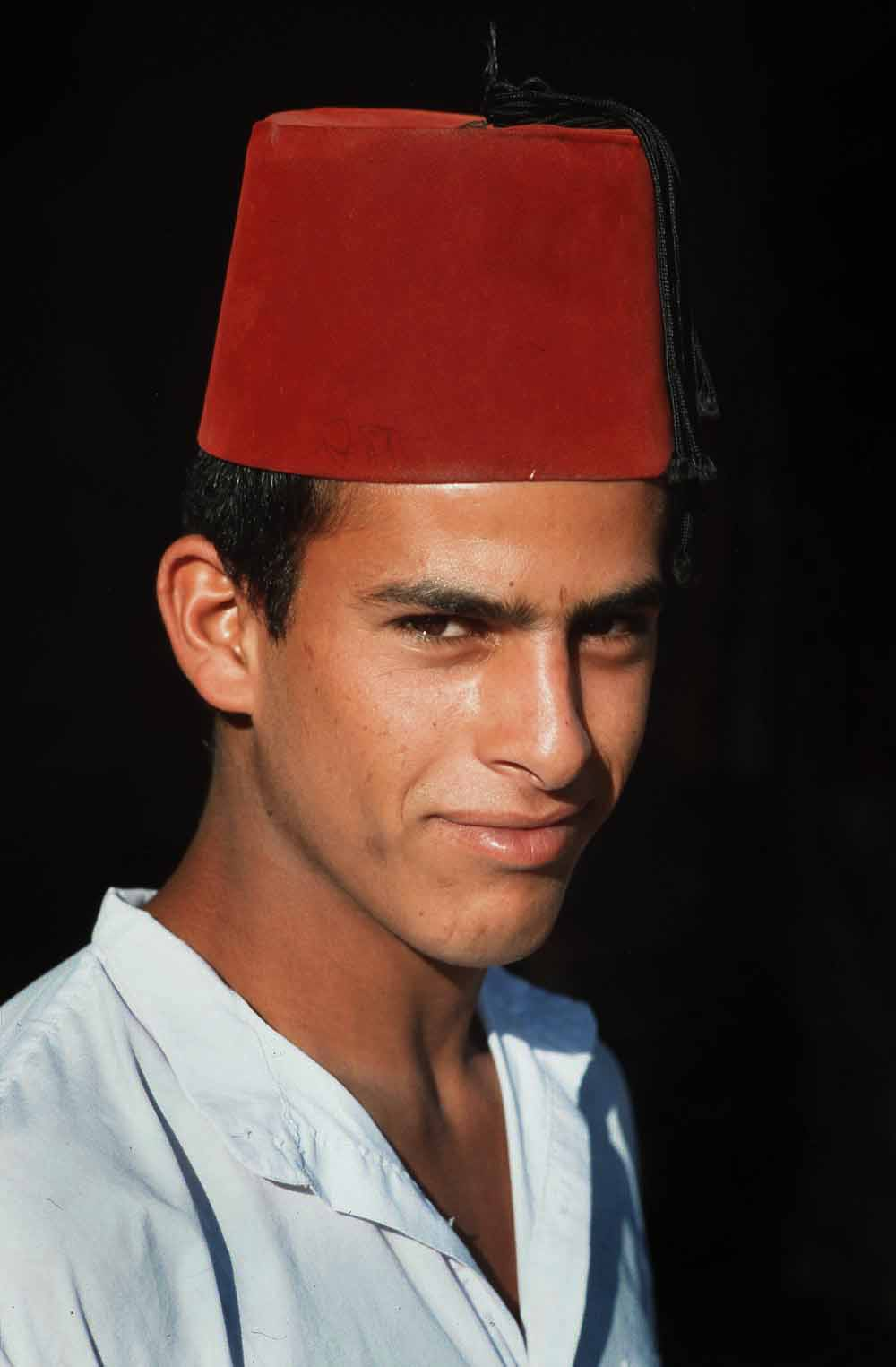
Jeune bédouin d’Israël portant un fez d’Afrique du Nord.

La mode est ce qui est conforme au goût du moment.  Les facteurs déterminant la mode sont parfois une recherche esthétique (notamment pour les grands créateurs). Néanmoins, la mode est aussi déterminée par d'autres facteurs, pour ceux qui la suivent : un moyen d'affirmer son rang social, son groupe social, son pouvoir d'achat et sa personnalité ; ou bien pour les créateurs qui imitent, un moyen commode de gagner de l'argent et du succès. 
La mode est le reflet de son époque.

### Les vêtements

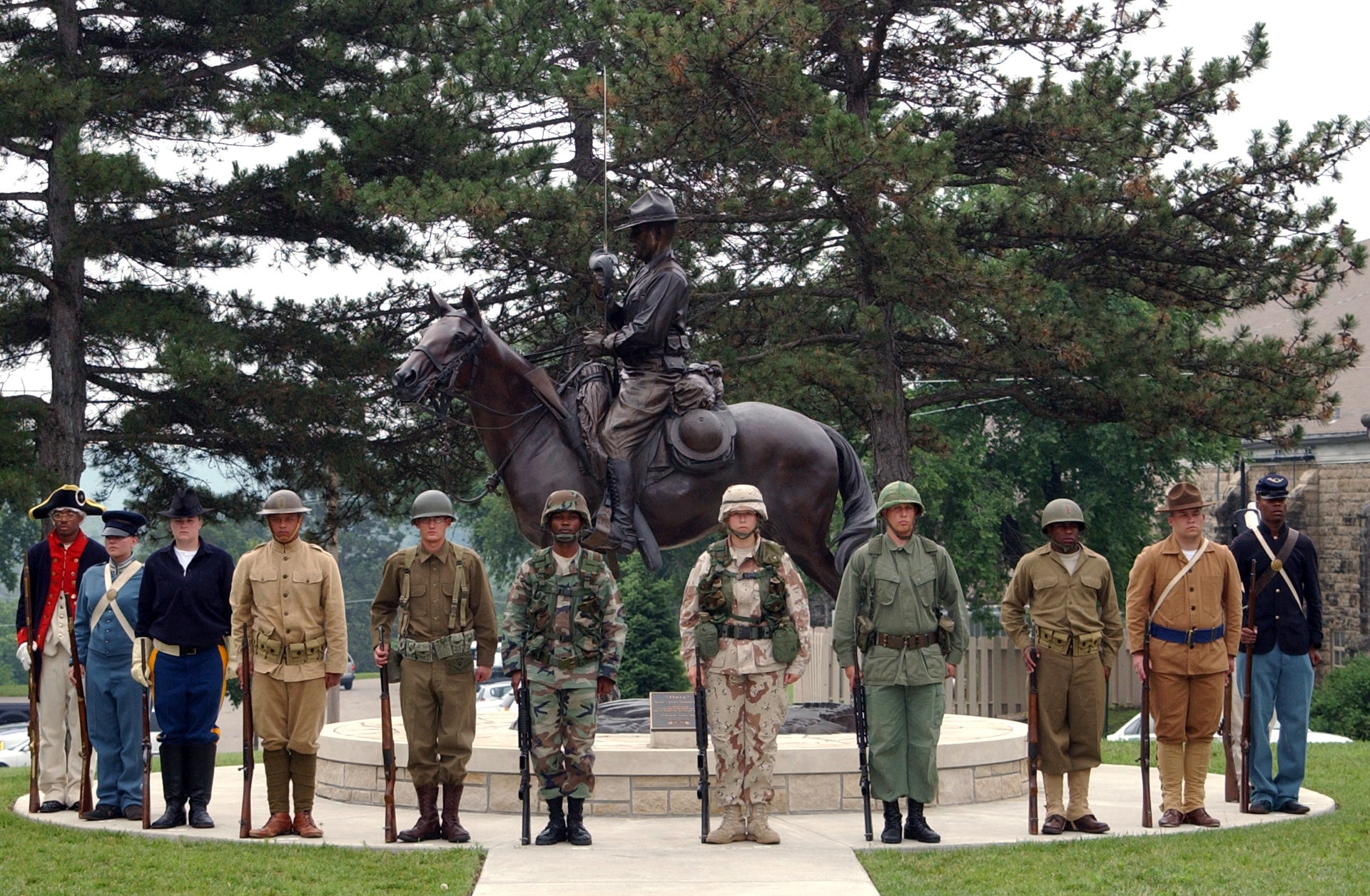
Dans un même pays, pour une même fonction, le costume évolue rapidement au gré des modes, grâce à de nouveaux matériaux et pour des raisons fonctionnelles, ici pour le costume militaire aux États-Unis.

L'une des caractéristiques de la mode vient de son changement incessant, incitant par là-même à renouveler le vêtement avant que celui-ci ne soit usé ou inadapté. Au sens strict, un vêtement est un objet, en général textile, venant couvrir une partie du corps. 
Parmi les vêtements masculins, on peut[style à revoir] trouver :
- Bourka
- Caleçon
- Chlamyde
- Complet
- Costume anglais
- Costume
- Complet
- Costume trois-pièces
- Smoking
- Dhotî
- Fundoshi
- Hauts-de-chausses
- Jebba

## L'histoire de la  mode masculine

### Durant laPréhistoire
Les vêtements de cuir ou de fourrure ont probablement été les premiers à avoir été portés. Dès le Paléolithique moyen, au Moustérien, le travail du cuir est attesté par les analyses tracéologiques des outils de pierre taillée. 
Au Paléolithique supérieur, des courants d'échange ont pu être mise en évidence pour le silex mais aussi pour l'ambre et les coquillages, témoignant du goût pour la parure. Au Solutréen (- 22 à - 17 000 ans BP), les premières aiguilles à chas en os témoignent de techniques de couture élaborées. L'habillement durant les périodes froides du Paléolithique supérieur était peut-être analogue à celui des Eskimos.
Dans les pays chauds et tempérés, les hommes furent plus ornés que vêtus. Les peaux et pelleteries furent cependant également utilisées, sans doute davantage pour servir de cache-sexe que de protection. Ce pagne originel perdurera pendant des millénaires, en tissu par la suite.
L'ornementation, tant dans les zones froides que tempérées ou chaudes, avait certainement pour origine des raisons spirituelles : préciser le statut d'un individu (marié ou célibataire), sa classification tribale, séduire en attirant la sympathie. Les raisons magico-religieuses devaient également avoir une grande importance : porter certains attributs équivaut à s'identifier à un animal, totem du clan, ou à un dieu. Très tôt, le costume a donc eu pour but d'exprimer et de manifester des sentiments : correspondant à une certaine puissance il sert à exprimer une certaine richesse. La puissance et la richesse se confondant, le costume indique la caste et la fortune, le rang social et l'autorité.
Le tissage dut apparaître dans les zones tempérées sur le modèle de la vannerie à partir de matières végétales dès le Néolithique. Les tissus primitifs étaient de très petite dimension. Des bandes étroites étaient cousues ensemble pour constituer un vêtement. Au fur et à mesure que les métiers à tisser se perfectionneront, les pièces de tissus deviendront plus grandes.
La peinture corporelle (comme chez les aborigènes australiens) devait tenir une part importante du costume en tant qu'ornementation. On sait que l'ocre rouge fut très utilisée durant pratiquement tout le Paléolithique où elle est aussi universelle qu'omniprésente (la terre rouge est présente dans la plupart des sépultures), un peu moins au Néolithique. Les couleurs utilisées qu'on a pu identifier à partir de l'Aurignacien sont le jaune, le rouge et le mauve qui apparaissent aussi bien en Afrique du nord qu'en Europe septentrionale. Les colorants utilisés pour les teintures à partir du Néolithique étaient principalement extraites des plantes : les bleus étaient obtenus à partir de l'aulne ou du sureau, les mauves des myrtilles, le jaune du réséda. Les terres servaient pour les ocres.

### La mode masculine à la cour de Versailles

Louis XIV

Au début du règne,  la mode masculine réglementée par les lois somptuaires, encouragée par Louis XIV (le roi soleil) , changeait souvent, plus fréquemment que la mode féminine. On portait des rubans, jusqu’à 300 aulnes et aussi des bijoux.
Le roi dansait fardé de rouge et de rose. Les hommes l'imitaient en se mettant de petits bouts de taffetas découpés en comètes, en étoiles ou en lunes. 

La gent masculine n'hésitait pas à recourir à des prothèses qui peuvent aujourd'hui surprendre : fausses hanches, faux mollets glissés sous les bas, attelles rectifiant les épaules tombantes, etc. Les hommes portaient par ailleurs des chaussures à talons hauts pour éviter de se salir en marchant dans les rues des villes alors souvent sales et boueuses.   

#### Le justaucorps à brevet
Il s'agissait d'un habit brodé d’or et d’argent. Au temps de Mademoiselle de La Vallière, Louis XIV en distribua à ceux qui l'avaient accompagnés de Saint-Germain à Versailles. C’est un honneur que d’en porter un ; un honneur qui ne donne droit à rien. 

#### Les perruques
À partir de 35 ans, Louis XIV dut se résigner à porter la perruque. Néanmoins, il refusa qu’on lui coupât les cheveux.

### LeXIXeest l'évolution de la silhouette masculine

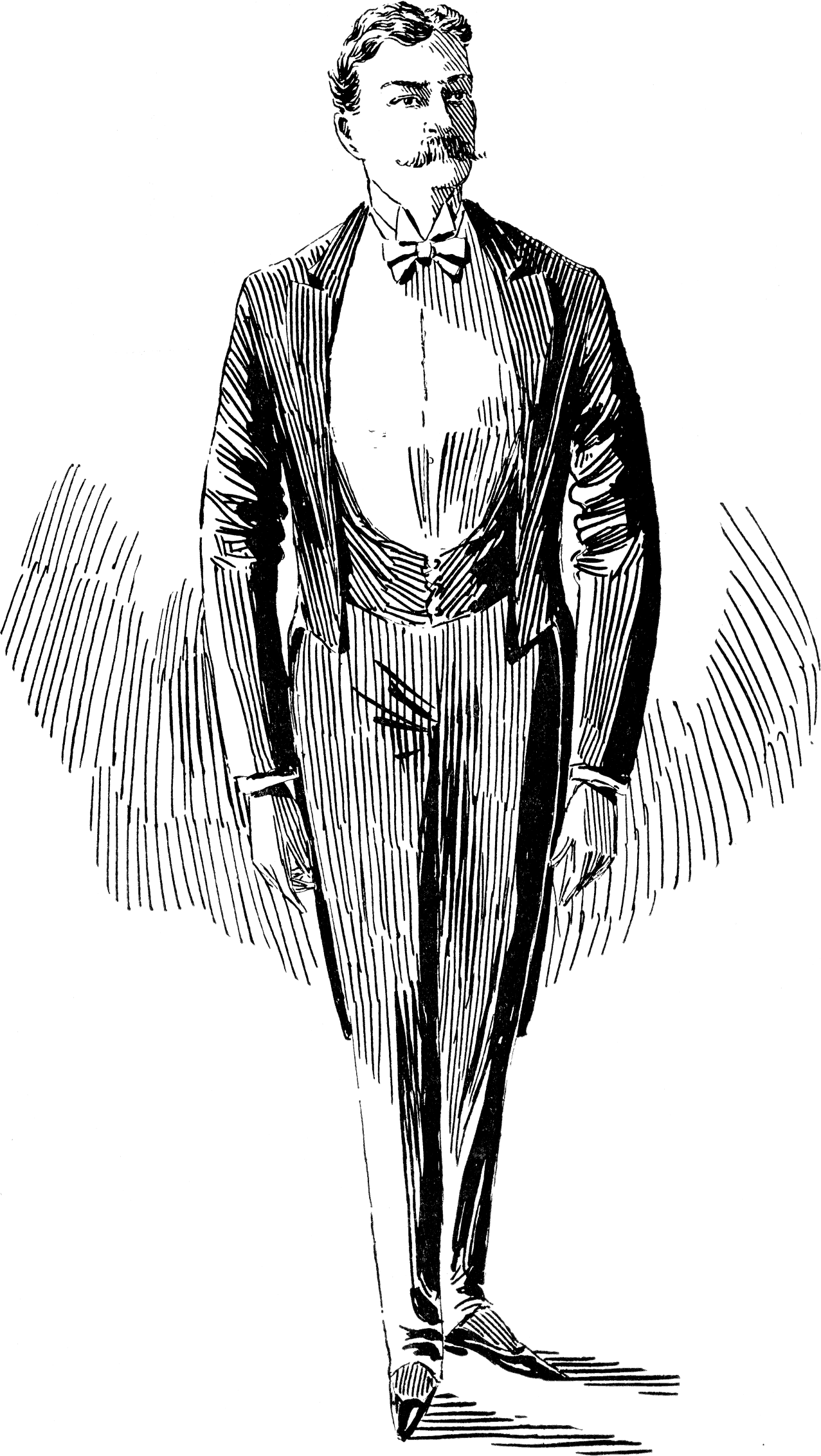
Un homme du monde en 1895.

Il y a eu très peu d'évolution tout au long du XIXe siècle et au début du XXe siècle, dans le très simple costume trois pièces (pantalon, veste et gilet) noir ou sombre porté aussi bien par les hommes les plus aisés que par la bourgeoisie plus modeste. 
Les différences, subtiles, se font sur les accessoires : qualité des tissus, montre à chaînette d'or, canne à pommeau sculpté, gants de chevreau, etc. font la panoplie de l'homme du monde ou du dandy.
De même, les tenues des ouvriers et des paysans restent très figées, comme tout au long du siècle précédent.
Les cheveux étaient généralement portés courts ; ni favoris ni cheveux mi-longs n'étaient plus en faveur. La moustache était très à la mode, et dans une moindre mesure, une petite barbichette pointue.

## La mode masculine dans les médias

### Presse masculine
Les premiers magazines consacrés à la mode masculine sont apparus au début du XXe siècle avec des titres comme Monsieur et Adam. Dans les années 1970 et 80, de nouveaux titres ont fait leur apparition sur le marché comme Vogue Hommes et L'Officiel Hommes.

### Sites web spécialisés

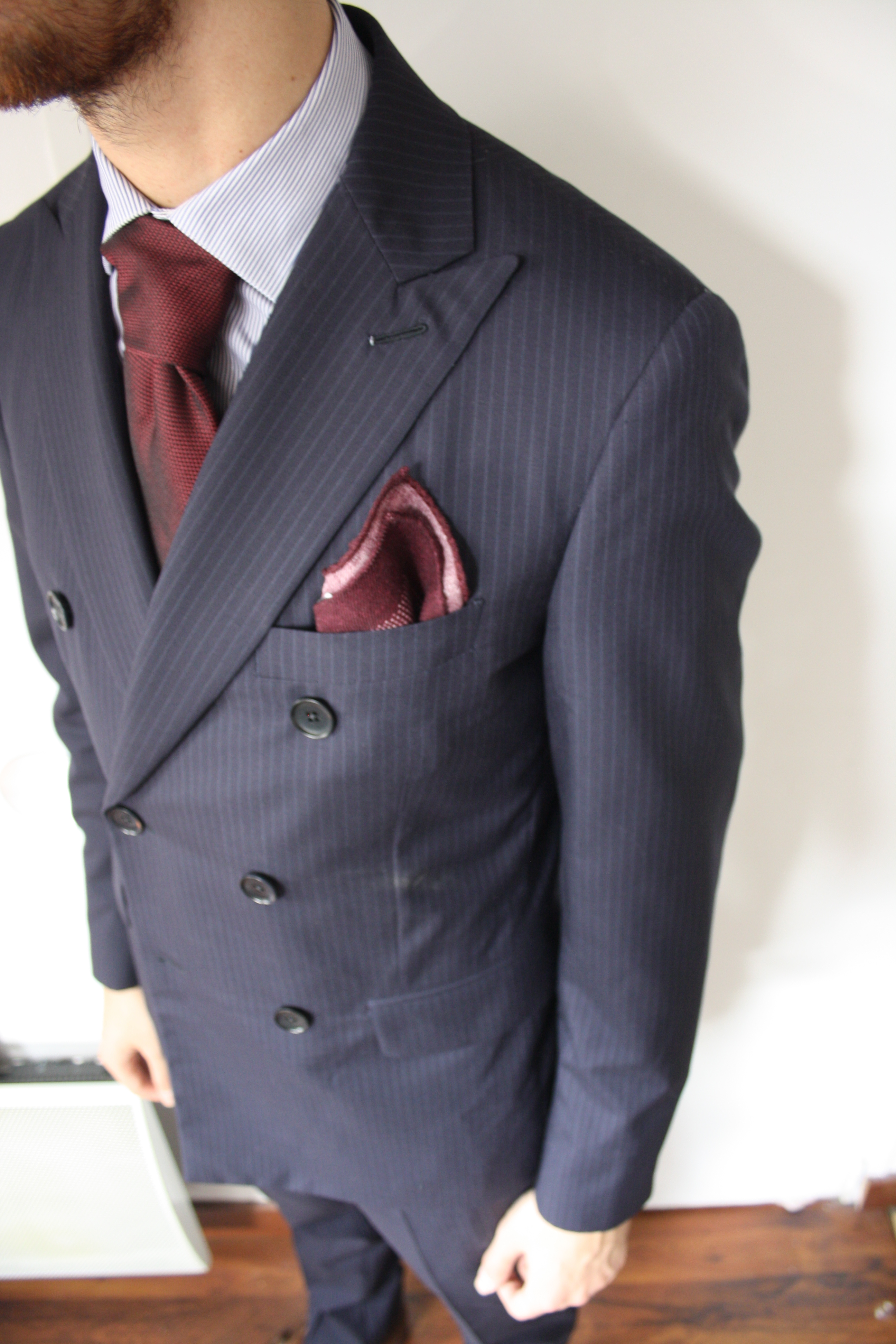
Exemple de tenue avec un costume croisé : mélange entre les motifs rayure du costume et la texture grenadine de la cravate en soie

Depuis le milieu des années 2000, la mode masculine trouve également écho sur internet, avec la création de blogs de mode ciblés. Ces nouveaux médias ont largement contribué au développement des jeunes créateurs français et au regain d’intérêt de l’homme pour la mode[réf. incomplète]. Et certains rivalisent en trafic et en chiffre d'affaires avec les acteurs historiques comme GQ.
Selon une étude Technorati de 2013, 45 % des consommateurs utilisent les blogs de mode pour se renseigner et 31,1 % achètent un produit sur la base des informations qu’ils y ont trouvées.